# 宮内村 (広島県)
宮内村（みやうちむら）は、広島県佐伯郡にあった村。現在の廿日市市の一部にあたる。

## 地理
- 海洋：瀬戸内海
- 河川：御手洗川[1]

## 歴史
- 1889年（明治22年）4月1日、町村制の施行により、佐伯郡宮内村が単独で村制施行し、宮内村が発足[1][2]。
- 1906年（明治39年）宮内郵便局開設[1]。
- 1907年（明治40年）郡内初の産業組合、有限責任信用販売購買生産組合設立[1]。
- 1956年（昭和31年）9月30日、佐伯郡廿日市町、平良村、地御前村と合併し、廿日市町が存続して廃止された[1][2]。

### 地名の由来
厳島神社政所の所在に由来。

## 産業
- 農業、製材[1]。

## 交通

### 鉄道
- 1925年（大正14年）広島瓦斯電軌（現広島電鉄）宮島線、宮内駅を開設[1]。

### 道路
- 1931年（昭和6年）観光道路（現国道2号）開通[1]。

## 出身人物
- 桝井光次郎 - イチジクの品種｢桝井ドーフィン｣の創始者